# Reichsluftfahrtministerium

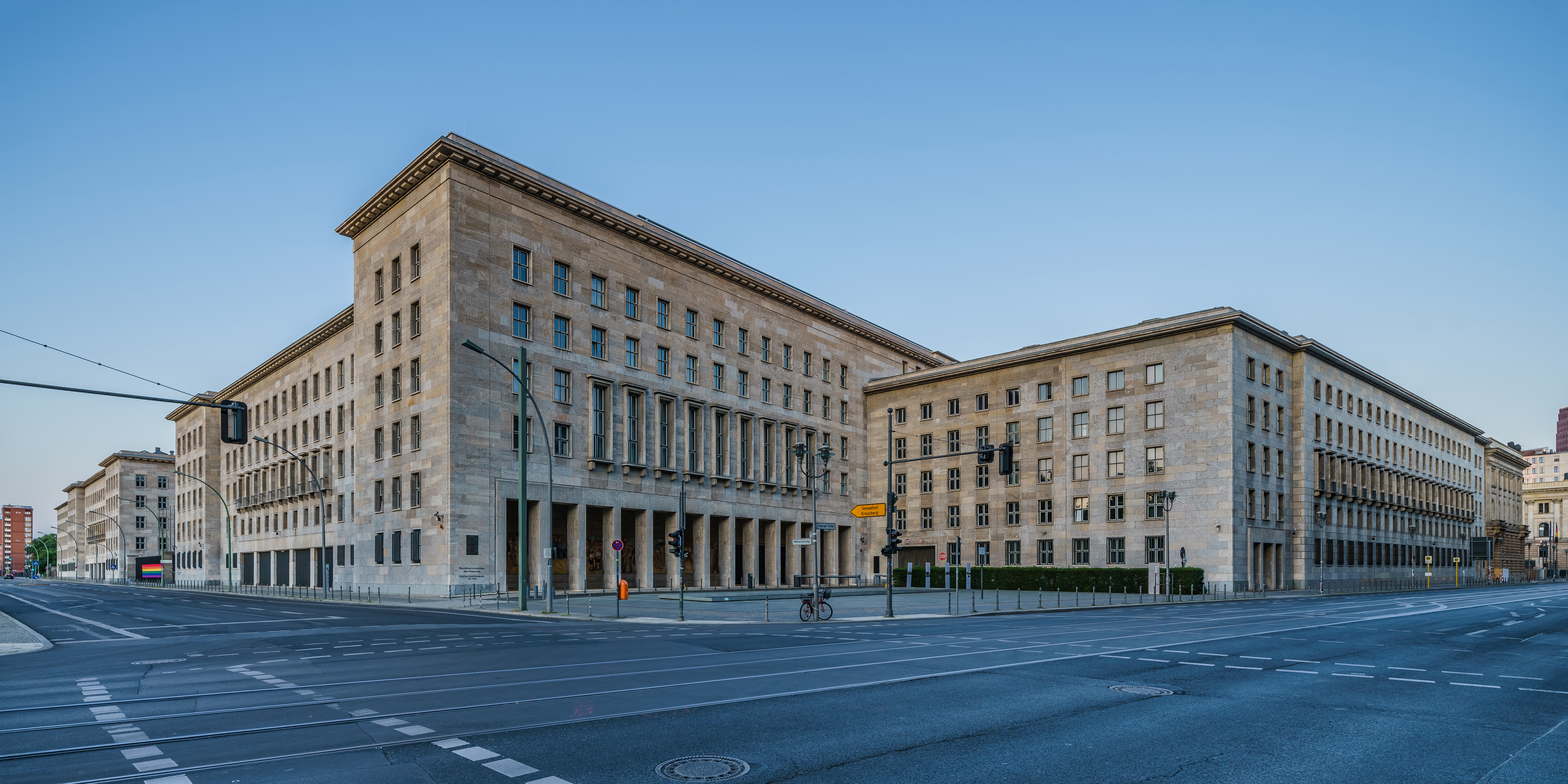
Reichsluftfahrtministerium sett från Wilhelmstrasse. Reichsluftfahrtministerium är en av de få byggnader från nazisttiden som finns kvar i Berlin idag.

Reichsluftfahrtministerium (RLM), sv. Riksluftfartsministeriet, var det ministerium i Nazityskland som ansvarade för all utveckling och konstruktion av civila och militära flygplan under nazisttiden. Under andra världskriget var RLM i praktiken en militär organisation med ansvar för det tyska flygvapnet, Luftwaffe. Först 1944 inrättades ett särskilt överkommando för flygvapnet (Oberkommando der Luftwaffe). Liksom andra ministerier under nazisttiden styrdes Reichluftfahrtministerium av den minister som var organisationens chef, Hermann Göring, vilket gav ministeriet en särställning inom den nazistiska hierarkin. Ministeriet hade sitt säte i den byggnad i Berlin som också kallas för Reichsluftfahrtministerium. Idag används byggnaden av det tyska finansdepartementet.

## Historia
Riksluftfartsministeriet bildades i april 1933 ur myndigheten "Rikskommissariet för luftfarten" vilken i sin tur hade bildats av rikskommunikationsministeriets luftfartsavdelning och riksinrikesministeriets luftskyddsavdelning. Rikskommissarie och sedan riksluftfartsminister, från 1935, riksluftfartsminister och chef för Luftwaffe (RdL u. ObdL), var Hermann Göring. I sin dubbla roll som riksminister och flygvapenchef sammanfogade Göring den civila luftfarten och flygvapnet under en enhetlig ledning. Han utövade den högsta chefs- och förvaltningsmyndigheten över ministeriet och flygvpanet och var högste överordnad för all flygvapenpersonal och alla underordnade myndigheter i Luftwaffe.

## Organisation

Kommandotecken för chefen för Luftwaffes generalstab 1937-1940

Kommandotecken för "Generalluftzeugmeister"

Från 1939 hade riksluftfartsministeriet följande organisation.
- Der Reichsminister der Luftfahrt und Oberbefehlshaber der Luftwaffe - riksluftfartsminister och chef för flygvapnet, riksmarskalk Hermann Göring.

Direkt under Göring lydde statssekreteraren och generalinspektören för Luftwaffe, chefen för flygstaben, chefen för riksministerns kansli och Luftwaffes personalchef.
- Staatssekretär der Luftfahrt und Generalinspekteur der Luftwaffe - Statssekreterare för luftfarten och generalinspektör för flygvapen (ställföreträdande flygvapenchef), generalfältmarskalk Erhard Milch.
- Chef des Generalstabes der Luftwaffe - Chefen för flygstaben:
  - Generalöverste Hans Jeschonnek, 1939-1943
  - Generalöverste Günther Korten, 1943-1944
  - General Werner Kreipe, 1944
  - General Karl Koller, 1944-1945
- Chef des Ministeramtes - Chefen för riksministerns kansli
- Chef des Luftwaffenpersonalamtes - Flygvapnets personalchef
- Under statssekreteraren och generalinspektören lydde chefen för riksluftartsministeriets centralavdelning, chefen för luftförsvaret, chefen för Luftwaffes materielförsörjning och chefen för Luftwaffes förbindelseväsen.
  - Chef der Zentralabteilung - Chefen för centralavdelningen
  - Chef der Luftwehr - Chefen för luftförsvaret 
    - Allmän avdelning
    - Förvaltningsavdelning
    - Personalavdelning

  - Generalluftzeugmeister - Chefen för flygmaterielväsendet:
    - Generalöverste Ernst Udet, 1938-1941
    - Generalfältmarskalk Erhard Milch, 1941-1944
      - Teknisk byrå
      - Transportbyrå
      - Avdelning för teknisk ekonomi och budget

  - Chef des Nachrichtenverbindungswesens der Luftwaffe - Chefen för flygvapnets förbindelseväsen.
- Under chefen för flygstaben lydde chefen för flygvapnets operativa stab och sex stabsavdelningar:
  - Chef der Luftwaffenführungsstabes - chefen för flygvapnets operativa stab:
    - General Otto Hoffmann von Waldau 1939-1942
    - Generalöverste Hans Jeschonnek, 1942-1943
    - General Rudolf Meister, 1943
    - General Karl Koller, 1943-1944
    - General Eckhardt Christian, 1944-1945
    - General Karl Heinz Schulz, 1945

  - 1. flygstabsavdelningen, Ledning
  - 2. flygstabsavdelningen, Organisation
  - 3. flygstabsavdelningen, Taktik
  - 4. flygstabsavdelningen, Underhåll
  - 5. flygstabsavdelningen, Underrättelsetjänst
  - 6. flygstabsavdelningen, Materiel

## Byggnaden
Reichsluftfahrtministerium byggdes på Hermann Görings order 1935-1936. Byggnaden ritades av Ernst Sagebiel. Byggnaden är ett typexempel på arkitekturen i Nazityskland. Den var en av få byggnader som klarade sig under bombningarna av Berlin under andra världskriget. Efter kriget blev byggnaden plats för Östtysklands ministerråd. Idag har Tysklands finansministerium sin verksamhet här och namnet är officiellt Detlev-Rohwedder-Haus.
Alla riksluftfartsministeriets avdelningar fanns inte i denna byggnad. Vid krigets utbrott omgrupperades flygvapenledningen och delades i två delar. En framskjuten del med kodnamnet "Robinson", bestående av chefen för flygstaben, flygvapnets operativa stab, chefen för förbindelseväsendet, utbildningsavdelningen och delar av underrättelseavdelningen, grupperades nära Wehrmachts överkommando (OKW) i Ostpreussen. En kvarblivande del med kodnamn "Kurfürst", bestående av övriga delar av flygvapenledningen, grupperades dels i riksluftfartsministeriet byggnad, dels i en underjordisk bunkeranläggning vid Potsdam Wildpark-Werder.
Operativa order utfärdades av Robinson och sändes direkt till flygarmécheferna (cheferna för luftflottorna). Robinson och Kurfürst upprätthöll kontakterna med varandra genom telekommunikationer och genom förbindelseofficerare. Två dagliga stabskonferenser hölls där centrala beslut fattades. Den viktigaste konferensen var ett eftermiddagsmöte i Hitlers högkvarter, där de tre försvarsgrenscheferna deltog.